# Батышев, Александр Сергеевич
Александр Сергеевич Батышев (род. 29 октября 1946 года, Саратов, РСФСР, СССР) — российский учёный-педагог, член-корреспондент РАО (1996), полковник МВД в отставке.

## Биография
Родился 29 октября 1946 года в Саратове.
В юности увлекался музыкой и кино, окончил музыкальную школу, писал стихи и рассказы.
Поступил на режиссёрский факультет ВГИКа на котором отучился полтора года.
В 1972 год — окончил Военную химическую академию по специальности химическая технология.
В 1976 году — окончил аспирантуру, защитив кандидатскую диссертацию.
В 1986 году — защитил докторскую диссертацию.
В 1987 году — присвоено учёное звание профессора.
Перешел в систему МВД, где получил второе образование.
В органах внутренних дел СССР и России прослужил 35 лет: работал методистом, старшим методистом, заведующим методическим кабинетом, старшим преподавателем и профессором в Академии МВД СССР, начальником кафедры педагогики Высшей школы МВД РФ (1992—1995), с 1995 года — директор Центра профессионального образования и координации научных исследований МВД Российской Федерации, в дальнейшем работал заместителем начальника Главного управления кадров МВД России: руководил учебными заведениями, наукой и специальной подготовкой. Учился в США, Германии и Китае. Занимался проблемой терроризма.
После ухода из органов внутренних дел работал первым вице-президентом российского детского фонда, проректором Московского государственного университета технологий и управления, советником председателя комитета по безопасности Государственной Думы РФ, преподавал за границей.
В 1996 году — избран членом-корреспондентом РАО от Отделения профессионального образования.
Автор и режиссёр фильмов о Кадоме (родина отца, Героя Советского Союза С. Я. Батышева): «Кадом. Затерянная красота», «Дети солнца», «Отец», «Кадом: Будни и праздники», «Кадомский батюшка».
Инициатор межрегионального культурного проекта «Мост дружбы: Кадом — Владикавказ», в результате которого происходит творческий обмен и укрепление патриотического наследия Рязанской области и Северной Осетии.

## Научная деятельность
Сфера научных интересов: подготовка специалистов органов Министерства внутренних дел, практическая психология.
Автор концептуальных основ реформирования среднего специального образования в системе МВД России, структур и форм наставничества в трудовом коллективе; исследовал теоретические основы изучения и внедрения передового педагогического опыта, педагогической система воспитательной деятельности трудового коллектива; определил содержание профессиональной психолого-педагогической подготовки слушателей средних учебных заведений МВД.
При его участии и научном руководстве были разработаны квалификационные требования к специалистам среднего звена, квалификационные характеристики выпускников средних специальных учебных заведений МВД, впервые разработана серия учебно-методических пособий (20 наименований) по профессиональной психолого-педагогической подготовке слушателей средних специальных учебных заведений МВД.
Являлся главным редактором научно-методического журнала «Вестник МВД России», периодического журнала МВД России «Персонал», заместителем председателя Совета по защите докторских диссертаций при Академии МВД России, руководил работой по координации научных исследований.
Автор 250 научных работ, в том числе 15 монографий.
Автор многих книг, среди них: «Практическая педагогика для начинающего преподавателя», «Российское общество и терроризм: постижение истины», «Болезни, которые мы выбираем», «Как понять и полюбить Финляндию», «Врач и пациент: искусство диалога», «Врач + пациент: философия успеха», «Становление личности и мастерства врача» и других.
- Педагогические основы изучения, обобщения и распространения передового педагогического опыта. — М., 1975;
- Педагогическая система наставничества в трудовом коллективе. — М., 1985;
- Психологическая и педагогическая профессиональная подготовка сотрудников органов внутренних дел. — М., 1992. — (В соавт.);
- Среднее специальное и высшее профессиональное образование в системе МВД: проблемы и решения. — М., 1996.

## Семья
- отец — Герой Советского Союза, академик АПН СССР, академик РАО Сергей Яковлевич Батышев (1915—2000)
- мать — Мария Георгиевна Тогузаева[2]
- жена — депутат Московской городской Думы шестого и седьмого созыва Татьяна Тимофеевна Батышева (род. 1960)[3][4]

## Награды
- Почётный гражданин Кадомского района (2009) — за нравственное, патриотическое воспитание подрастающего поколения, помощь культурным учреждениям, активизацию краеведческой работы[5]